# Pyrrhopyge hadassa
Pyrrhopyge hadassa es una especie de mariposa de la familia Hesperiidae que fue descrita originalmente con el nombre de Pyrrhopyga hadassa, por W.C. Hewitson, en 1866, a partir de ejemplares de procedencia desconocida.

## Distribución
Pyrrhopyge hadassa tiene una distribución restringida a la región Neotropical y ha sido reportada en Perú, Brasil, Bolivia, Ecuador, Amazonas.

Plantas hospederas
No se conocen las plantas hospederas de P. hadassa.